# احمد دریابیگی
احمد خان دریابیگی، فارغ‌التحصیل رشته‌های نظام و مهندسی از مدرسه دارالفنون بود. تحقیقات وی در سال ۱۳۰۵ ق. زمینه‌های تأکید رسمی ایران بر حاکمیت خود بر جزایر سه‌گانه (ابوموسی، تنب بزرگ و تنب کوچک) را فراهم کرد. پس از آن وی نخستین بار در زمان ناصرالدین شاه، به عنوان فرمانده نیروی دریایی نوین ایران در خلیج فارس، فرماندهی کشتی پرسپولیس را که ایران از آلمان خریده بود در بوشهر به عهده گرفت و لباس نیروی دریایی نوین ایران را طراحی نمود. سپس در سال ۱۲۷۱ خ. (۱۳۱۰ ق. برابر با ۱۸۹۲ میلادی) تقریباً ۲۲ سال قبل از جنگ جهانی اول به حکمرانی بوشهر و بنادر و جزایر خلیج فارس و عمانات منصوب شد. در ماه شوال ۱۳۱۶ ق. بندر لنگه را فتح و آن را به حاکمیت ایران بازگرداند.  در سال ۱۳۱۷ ق. اولین مدرسه به سبک جدید در سرتاسر جنوب ایران و حوزه خلیج فارس به نام «سعادت» را در بوشهر تأسیس کرد، کتاب‌های دکامرون اثر جیووانی بوگاچیو و نوئلی اثر آگوستین اوژن اسکرایب را پیش از انقلاب مشروطیت بین سال‌های ۱۳۲۲–۱۳۱۸ ق. از فرانسوی ترجمه کرد و به چاپ رساند. در بحبوحهٔ انقلاب مشروطه با کسانی چون سردار اسعد بختیاری همراهی می‌کرد ولی عملکردش علیه کسانی همچون سید مرتضی مجتهد اهرمی (علم الهدی) و سید عبدالحسین لاری بود و در دوره‌ای مورد غضب آیت‌الله محمدکاظم خراسانی قرار گرفت. انجمن نسوان که در خانهٔ پدری («محمد خان») و برادر وی «محمدحسین خان» (ناظم درباران دوره قاجار از ناصرالدین شاه تا احمدشاه) برگزار می‌شد مهم‌ترین مسئله سنت خواهان شده بود وی در چند دوره متناوب تا کمی پس از پایان جنگ جهانی اول حکمران بوشهر و بنادر جنوبی خلیج فارس بود. آخرین دوره حکومت او به فرمان دولت کودتای ۱۲۹۹ در سال ۱۳۰۰ خ؛ و پس از سفر احمدشاه به بوشهر به پایان رسید. وی به تاریخ ۷ شهریور ۱۳۰۲ خورشیدی مصادف با ۱۷ محرم ۱۳۴۲ ق/ ۳۰ آگوست ۱۹۲۳ در خرمشهر درگذشت.

## فعالیت‌های فرهنگی، اجتماعی و معماری

### تحصیلات و زبان
احمد خان دریابیگی فارغ‌التحصیل رشته‌های نظام و مهندسی از دارالفنون تهران بود و علاوه بر فارسی، ترکی آذربایجانی و عربی، به زبان‌های فرانسه، انگلیسی، آلمانی و روسی صحبت می‌کرد.

### ایجاد مدرسه سعادت
نوشتار اصلی: مدرسه سعادت
مدرسه سعادت پنجمین مدرسه نوین ایران و مادر مدارس نوین جنوب ایران به‌شمار می‌رود. بافت مدرسه سعادت همانند بافت مرکزی شهر بوشهر زیبایی خیره‌کننده‌ای دارد. این مدرسه در سال ۱۲۷۸ خورشیدی(۱۳۱۷ هجری) توسط احمد خان دریابیگی تأسیس شد و طی سال‌های بعد شعب متعددی از آن در شهرها و سواحل جنوبی ایران ازجمله بحرین و کشورهای نواحی خلیج فارس توسط معلمان و شاگردان آن ایجاد شد. علاوه بر آموزش درسی و زبان‌های خارجی و آینده نگری برای تدریس پزشکی همانند دارالفنون، این مدرسه محلی بود برای ایجاد کتابخانه عمومی، گسترش تئاتر، تبلیغ اندیشه‌های انقلاب فرانسه، ضدیت با استعمار انگلیس و آموزش نظامی دانش آموزان. اهمیت مدرسه به حدی بود که مورد بازدید و تحسین رابیندرات تاگور فیلسوف و شاعر معروف هندی قرار گرفت. طی یکصد سال گذشته، ده‌ها سیاستمدار، شاعر، نویسنده، مورخ، محقق و دانشمند علوم انسانی از مدرسه سعادت فارغ‌التحصیل شده‌اند. این مدرسه در تاریخ ۱۱ بهمن ۱۳۷۸ با شمارهٔ ثبت ۲۵۷۸ به‌عنوان یکی از آثار ملی ایران به ثبت رسیده‌است. به لحاظ نقش و اهمیت تاریخی این مدرسه، سالروز تأسیس مدرسه سعادت هر ساله به عنوان روز بوشهر جشن گرفته می‌شود.

### ترجمه و تألیف
احمد خان دریابیگی اهل ذوق و ادب بود و کتاب‌های دکامرون اثر جووانی بوکاچیو نویسندهٔ قرن ۱۴ میلادی ایتالیایی و نوئلی اثر آگوستین اوٍٍژن اسکرایب درام‌نویس فرانسوی قرن ۱۹ را قبل از انقلاب مشروطه از فرانسه به فارسی ترجمه کرد.

#### دکامرون(DeCameron)
در مورد بوگاچیو نویسنده ایتالیایی دکامرون می‌خوانیم که:
«بوگاچیو در سنت کمدی الهی دانته تربیت شده بود که از درجات مختلف تمثیلی استفاده می‌کرد تا روابط بین وقایع دقیق داستان و پیغام مسیحیت را نشان دهد. مع‌هذا، دکامرون از مدل دانته برای آن استفاده نمی‌کند که خواننده را آموزش دهد، بلکه این مدل از یادگیری را به ریشخند می‌گیرد. کلیسای کاتولیک رم، کشیشها، و اعتقادات مذهبی در تمامی دکامرون منبع هزلهای کمدی می‌شوند.»
«عنوان فرعی کتاب» پرنسیپ گالیه تو «می‌باشد که از مطالب سر آغاز آن نشأت می‌گیرد که در آن بوگاچیو کتاب خود را به زنان عصر خود تقدیم می‌کند که نمی‌توانستند همچون مردان علائق خود را منعطف به شکار، ماهیگیری، اسب سواری، و شکار با شاهین کنند و مجبور بودند که علایق عاشقانه خود را مخفی کرده و در اتاقهای خود غیرفعال و مخفی باقی بمانند.».....
«کتاب دکامرون مجموعه‌ای از ۱۰۰ داستان توسط جیووانی بوگاچی می‌باشد که احتمالاً در سال ۱۳۵۰ آغاز شده و در سالهای ۱۳۵۳–۱۳۵۱ (م-م) به پیایان رسید. دکامرون یک اثر تمثیلی قرون وسطایی است که بیشتر به خاطر داستانهای هرزه عشقی در تمامی انواع ممکن شهوانی و غم‌انگیز آن شناخته شده‌است.».....
«موضوعات همهٔ روزها به استثنای دو روز معین می‌گردند: قدرت دارایی، قدرت خواست آدمی، داستانها ی عاشقانه که غم‌انگیز به پایان می‌رسند، داستانهای عاشقانه که پایانی خوش دارند، پاسخهای هوشمندانه‌ای که جان یک سخنگو را حفظ می‌کنند، حقه‌هایی که زنان به مردان می‌زنند، حقه‌هایی که مردم به‌طور عام به هم می‌زنند، و داستانهایی از عفت.»....
«در تمامی دکامرون، اخلاقیات تجاری غلبه داشته و نقش مسلط را دارند. ارزشهای شوخ‌طبعی فی البداهه شهری و تجارتی، پیچیدگی، و هوش و ذکاوت گرامی داشته می‌شوند، در حالیکه عیبهای حماقت و کندی یا معالجه گشته ویا مورد تنبیه قرار می‌گیرند.»....
«هفت زن جوان چهار فضیلت اصلی (احتیاط، عدالت، اعتدال و شکیبایی) و سه فضیلت الهی (ایمان، امید، و نیکوکاری/خیرات) را نمایندگی می‌کنند. به‌علاوه این چنان مفروض است که سه مرد نمایندگان تقسیم سه گانهٔ کلاسیک یونانی ضمیر (منطق، روح، و شهوت، به کتاب چهارم جمهوریت رجوع کنید) می‌باشند.»

#### نوئلی (Nouvelles)
آگوستین اوژن اسکرایب (Augustin Eugene Scribe) فیلمنامه‌نویس، درام‌نویس و موزیکال‌نویس جامع فرانسوی بود (۲۰/۰۲/۱۸۶۱–۲۴/۱۲/۱۷۹۱). بیشترین شهرت او به خاطر کمال بخشیدن به نمایشنامه‌های دقیقاً صحنه‌سازی شده می‌باشد. این فرمول درام‌نویسی اساس نمایشنامه‌های عمومی (اروپا-م) به مدت بیش از یکصد سال بود.
این نمونه (نمایشنامه-م) دارای چاشنی قوی غیر کلاسیک می‌باشد و شامل یک نقشه بسیار معین و یک اوج می‌باشد که نزدیک به انتهای ماجرا صورت می‌گیرد. در حالیکه قسمت عمده داستان قبل از واقعه (اصلی-م) نمایشنامه صورت می‌پذیرد؛ بسیاری از اطلاعات در مورد این واقعه از طریق داده‌هایی که به نازکی پوشانده شده‌اند آشکار می‌گردند. پی آمد واقعه، یک سری بغرنجی‌ها می‌آید که مربوط به دلایل نقشه می‌باشند.
موضوع کتاب نوئلی

#### جغرافیای صحیح خلیج فارس
وی کتاب جغرافیای صحیح خلیج فارس را بیش از یکصد سال پیش به تحریر درآورده‌است که امروزه یکی از منابع مهم پژوهشی در این مورد محسوب می‌شود. به گفته سید قاسم یاحسینی در کتاب "تاریخ چاپ و چاپخانه در بوشهر" این کتاب به صورت یک سلسله مقاله در روزنامه مظفری در سال های دهم و یازدهم آن منتشر شداما به علت مشکلات چاپخانه و تبعید لبیب الممالک از بوشهر در سال 1330 هجری قمری، این کتاب هرگز به صورت یک جلد در چاپخانه مظفری منتشر نشد.

### اندیشه‌های انقلابی
آنطور که دکتر مشایخی و اصفهانیان می‌گویند: «شاید یکی از اصلی‌ترین دلایل گرایش بوشهری‌ها به ادبیات مدرن و فرهنگ فرانسوی، تبلیغاتی بود که پیا سفیر فرانسه در بوشهر به مناسبت جنش انقلاب کبیر فرانسه از سال ۱۸۹۸ م/ ۱۳۰۷ ه‍.ق در این شهر به راه انداخت. از آن سال‌ها تا تقریباً آغاز جنگ جهانی اول، هر ساله طی مراسم باشکوهی با حضور رجال، فرهنگیان، تجار و دانش آموزان مدرسه سعادت، جشن پیروزی انقلاب فرانسه در بوشهر برگزار می‌شد. می‌توان حدس زد که زمینه فکری-فرهنگی مشروطه خواهی در گریز از استبداد از بطن همین جشن‌های سالانه فرانسوی‌ها در ذهن و ضمیر روشنفکران بوشهری پیدا شد. نکته جالب دیگر، مبارزه‌ای است که انگلیسی‌ها علیه انقلاب کبیر فرانسه در بوشهر به راه انداختند و همین امر باعث جلب توجه روشنفکران بوشهر به این انقلاب و آگاهی از آن شد؛ زیرا مردم بوشهر و به ویژه روشنفکران این شهر خصومت شدیدی نسبت به انگلیسی‌ها داشتند.»
سید قاسم حسینی مورخ بوشهری در مقاله «ایتالیایی‌ها در بوشهر» می‌نویسد:
در یکی دو سال پیش از مشروطیت، «احمدخان دریابیگی» حکمران معارف‌پرور و مترجم کتاب «دوکامرون»، اثر نویسندهٔ معروف ایتالیایی «ژان بکاس» را از متن ترجمهٔ فرانسهٔ آن به فارسی ترجمه و ابتدا در روزنامهٔ «مظفری» چاپ بوشهر به صورت داستان مسلسل منتشر کرد و سپس در سال۱۳۲۵ هـ. ق در مطبعه مبارکهٔ «مظفری» بوشهر به طبع رساند.

### آزادی زنان، انجمن نسوان و مسئله حجاب
منزل خانواده پدری او (ناظم دربار ناصرالدین شاه و مظفرالدین شاه) و بعدها برادر وی محمد حسین خان (ناظم دربار مظفرالدین شاه، محمد علیشاه و احمد شاه قاجار) مرکز تجمع جلسات انجمن نسوان، یکی از اولین تشکلات زنان طرفدار مشروطه و آزادی حجاب و یکی از اولین تشکلات غیررسمی صدر مشروطیت بود. در مورد این انجمن به عنوان مثال می‌خوانیم که:
«انجمنی از زنها منعقد کرده‌اند در کوچه قاپچی باشی محله سنگلج، خانه ناظم دربار. همشیره میرزا فرج خان گل و بلبل که قرة العین ثانی لقب دارد با جمع دیگر از همانها مؤسس این کار شده‌اند. از طرف تقی‌زاده که حالا مدیر «انجمن آذربایجان» است تنخواه برای اثاثیه و ترتیبات دیگر داده می‌شود. ماهی هرقدر هم خرج بشود آن‌ها می‌دهند.
جماعتی از زن‌ها را هم برده‌اند. یک روز ملک، یک روز آقا سید جمال آنجا رفته موعظه می‌کنند. آیه‌های حجاب را تفسیر می‌کنند. از مستوری و صدمه‌ای که به این واسطه به نسوان وارد می‌شود غصه‌ها می‌خورند. احادیث، اخبار آنچه لازمه آن مجلس است بیان می‌دارند. خدا می‌داند فردا این زن‌های بیسوادتر از مردهای ما چه بکنند.» (خاطرات عین السلطنه قهرمان میرزا)
از جمله کارهای این انجمن می‌خوانیم که: «زنان محله سنگلج تهران (از کانونهای مخالفت با مشروطه) ضمن ابراز انزجار از مردان ضد مشروطه خویش، اعلام آمادگی برای جانفشانی در راه مشروطه کرده و پایان این «حرکات وحشیانه» را خواستار شدند.»
هما ناطق در مقاله «نگاهی به برخی نوشته‌ها و مبارزات زنان در دوران مشروطیت» با اتکا به «فریدون آدمیت» در مورد این انجمن می‌نویسد:
«در دوران مشروطه در جهت احقاق حقون زن «انجمن نسوان»[۱۵] تشکیل شد. از محتوای آن آگاهی نداریم، اما در مجلس اول به کار درگیری لفظی میان مرتجعان و آزادیخواهان کشید. یکی می‌گفت از اجتماع زنان «فتنه» برمی‌خیزد، دیگری می‌گفت:؟ «باید به نظمیه گفت قدغن کند»، یا «اصلاً نباید چنین انجمنی تشکیل شود» و یا: «در اجتماع زنان بعضی گفتگوها می‌شود که ابداً من نمی‌خواهم در مجلس مذاکره و صحبت شود». فقط یک نفر بر این بود که به «موجب قانون اساسی ایرادی بر اجتماع زنان نیست، زیرا لفظ ایرانی شامل مرد و زن هر دو است».[۱۶]»

#### برخی از مخالفین انجمن نسوان
محمدعابدی نویسنده مقالهٔ «سابقه مبارزه با حجاب تا دوران پهلوی اول» از شیخ فضل‌الله نوری نقل می‌کند که:
«مجلس دارای شورای کبرای اسلامی است و به مساعی مشکوره حجج اسلام و نواب عامه امام قائم شده… ممکن نیست که آثار (پارلمان پاریس و انگلیس بر آن مترتب گردد و (بتوان) قانون آزادی عقاید و تغییر شرایع و احکام از آن گرفت و بر افتتاح قمارخانه و اشاعه فواحش و کشف مخدرات (حجاب) و اقامه منکرات نائل گردید.» و سپس می‌نویسد:
به گفته آدمیت، قضیه مهم‌تر (پس از آزادی مطبوعات که هدف اصلی روشنفکران غرب‌زده بود) و باریکتر، مسئله آزادی و بر پا داشتن انجمن نسوان بود که مخالفت سنت خواهان را برانگیزاند.

### طراحی چند ساختمان
علاوه بر مدرسه سعادت، عمارت امیریه و عمارت دریابیگی از جمله یادگارهای او در دوران حکومتش در بوشهر می‌باشند. عمارت دریابیگی در سال ۱۳۶۷ خ. تخریب گردید.

#### عمارت امیریه (موزه مردم‌شناسی بوشهر)
در سال ۱۳۷۶ خ. به پیشنهاد اداره میراث فرهنگی و بنیاد ایران‌شناسی، عمارت امیریه به موزه مردم‌شناسی بوشهر تبدیل می‌شود. عبدالکریم مشایخی در مقالهٔ خود به مناسبت افتتاح موزه مردم‌شناسی بوشهر (عمارت امیریه) در سال ۱۳۷۸ خ. می‌نویسد:
«یکی از زیباترین بناهای تاریخی بوشهر، عمارت امیریه می‌باشد که در سال ۱۳۱۷ ه‍.ق به همت احمد خان دریا بیگی حکمران کل بنادر و جزایر خلیج فارس احداث گردید. این عمارت، دارالحکومه بوشهر بوده که بعد از تخریب بنای «چهار برج» که امروزه اداره گمرک بوشهر در آنجا مستقر است، زمین آن از تاجر بوشهری به نام جمشیدیان خریداری شده و تا سال ۱۳۱۹ ه‍.ق تکمیل گردیده‌است.»
سدیدالسلطنه کبابی دربارهٔ موقعیت جغرافیایی این عمارت می‌نویسد:
«مغرب آن محله‌ای نیست و دریاست و مشرق آن محله عرب‌ها و شمال محله یهودی‌ها و جنوب محله کوتی است»
درمورد ساختار و هنر به کار رفته در این عمارت می‌خوانیم:
«عمده مصالح تشکیل دهنده این بنا سنگ‌های مرجانی، گچ، چوب ساج می‌باشد که به منظور جلوگیری از نفوذ رطوبت به دلیل نزدیکی به دریا و موریانه نخست اطراف ستونها را با بند کمال (کنبال) که از الیاف درخت نارگیل درست می‌شود می‌پیچانده‌اند و سپس روی پوست مزبور با گچ تزئین داده‌اند.»
همچنین می‌خوانیم که:
این بنا از دو طبقه تشکیل شده‌است. در جلو ساختمان ایوانی بزرگ وجود دارد که دارای دو درگاه ورودی است و در طبقه بالا بالکنی با جنس چوب است. وسط دو درگاه ورودی از داخل ساختمان اتاق بزرگ در دو طبقه درست شده‌است که احتمالاً برای پذیرایی یا کنفرانس بوده و دارای چشم‌اندازی زیبا به بیرون و منظره دریا می‌باشد. ساختمان دارای حیاط مرکزی و تمامی اتاق‌ها دورتا دور واقع شده‌اند که در هر طبقه ده اتاق وجود دارد. در گوشه خاوری راه پله‌ای برای رفتن به پشت بام ساخته شده‌است. جنس درها و پنجره‌ها از چوب ساج بوده و حفاظ آن‌ها در جلو می‌باشد. درها دو لنگه هستند و دارای نقش و نگار هستند.
ورودی عمارت دارای چشم‌اندازی بسیار زیباست و پوشش سقف از چوب صندل یا چندل است (نوعی چوب مخصوص که از هندوستان و مومباسا می‌آورده‌اند). ستونها جلو ساختمان نیز از جنس چوب ساج است. در جهت جلوگیری از نفوذ رطوبت (به دلیل نزدیکی به دریا) و موریانه نخست اطراف ستون‌ها را با بند کنبال یا «کومبار» که از پوست درخت نارگیل درست می‌شود پیچانده و سپس روی آن را با گچ تزیین کرده‌اند. چوب‌های کنده کاری به کار رفته در طارمه و نقوش در و پنجره‌ها، گچبری سر درها، کنده کاری و گوه‌های برنجی به کار رفته در درگاه ورودی از عوامل تزیینی بنا هستند.
برخی به اشتباهی ساخت عمارت امیریه را به سید حسین بلدیه نسبت می‌دهند در حالیکه سید حسین بلدیه در زمان رضا شاه شهردار بوشهر بوده‌است و ساختمان عمارت امیریه در سال ۱۳۱۹ ق یعنی ۲۵ سال قبل از پادشاهی رضا شاه به پایان رسیده‌است. در این مورد می‌خوانیم که:
«عمارت امیریه در اوایل حکومت رضا شاه به عنوان ساختمان بلدیه (شهرداری) منظور گردید، و شهردار وقت بوشهر سید حسین سعادت که به سید حسین بلدیه مشهور شده، در آن انجام وظیفه می‌کرد.»

#### عمارت دریابیگی در بوشهر

##### تحقیقات احمد خان دریابیگی در سال ۱۸۸۷
سلمان قاسمیان با رجوع به هوشنگ مهدوی می‌نویسد: «تجدید حاکمیت ایران بر لنگه در سال ۱۸۸۷ م/ ۱۳۰۵ ه‍. ق، و تحقیقات احمد خان دریابیگی و ارسال این موارد به دربار ناصر الدین شاه و صدر اعظم او -امین السلطان- از دیدگاه مقامات انگلیسی یک شوک سیاسی بود. نماینده سیاسی که مخفیانه از این نامه اطلاع یافته بود، آن را برای وزیر مختار انگلستان در تهران فرستاد. ظاهراً این نخستین سندی است که ایران رسماً بر حاکمیت دیرین خود بر جزایر تأکید نموده و به دست مقامات انگلیسی رسیده‌است. این نامه مقامات انگلیسی را نسبت به آینده موقعیت خود در خلیج فارس نگران نمود. همزمان، پرچم ایران بر سیری برافراشته شد.»

##### رابطه دریابیگی با شیخ ابوظبی برای تقویت موضع ایران در خلیج فارس در سال ۱۹۰۰
بر طبق تحقیقات کورش احمدی دیپلمات با سابقه ایرانی:
"در سال ۱۹۰۰ نظر بر آن بود که ایرانیها دوباره تلاشهای خودشان را و این بار در مورد شیخ ابوظبی آغاز کرده‌اند. در نامه شماره ۱۲۰ ماه مه ۱۹۰۰، کاپیتان کمبل، مقیم سیاسی خلیج فارس، به عملکرد رئیس ابو ظبی در معاوضه هدایا با دریابیگی اشاره کرده و اینکه (شیخ) قبول می‌کند که فرمانی را که از طرف دولت ایران به او داده شده بخواند. او (کاپیتان کمبل) این اعمال را در تضاد با معاهده نامه انحصاری که شیخ در سال ۱۸۹۲ قبول کرده بود دانست. علاوه بر آن، او گزارش داد که اخیراً چند نفر از تبعه‌های شیخ ابوظبی به‌طور مستقیم شکایتی را که علیه یک تبعه ایرانی داشته‌اند به دریابیگی ارائه داده‌اند و اینکه «عمل شیخ ابوظبی به نظر می‌رسد که شیوخ دیگر منطقه را به هیجان آورده‌است.»"
"در مراوده قبلی به شماره ۱۹ مورخ ۲۲ مارس ۱۹۰۰، (کاپیتان) کمبل توضیح داده بود که «فرمان» یک تعهد دوستی بین دولت ایران و شیخ بود. همانطوری‌که دونالد هاکلی اشاره می‌کند، "شیخ به مؤاخذه گرفته شد و روابط مستقیمش با ایران متوقف شد."

##### نامه مظفرالدین شاه در رابطه با تنب و ابو موسی در سال ۱۹۰۴
در این حال، مظفرالدین شاه طی فرمانی توسط عین الدوله صدر اعظم به وزیر امور خارجه مورخ ۲۲ ربیع‌الثانی ۱۳۲۲ [۶ ژوئیه ۱۹۰۴م / ۱۵ تیر ۱۲۸۳] نوشت:
«در خصوص تمب و ابوموسی… با اینکه دولت علیه این دو محل را که ملک ثابت خود می‌داند… و از دریابیگی و معین‌التجار هم که احتمال قوی می‌رود مستندات این کار را بدانند یا بتوانند تحصیل نمایند هم جداً خواهید خواست که هر سندی بتوانند به دست بیاورند یا دلیلی اقامه نمایند به اطلاع جناب مستطاب عالی برسانند که به لندن مرقوم بنمایید…"

##### راپورت دریابیگی در مورد شیخ شارجه و جزیرهٔ تمب در سال ۱۹۰۵
سفارت انگلستان در تهران طی یادداشتی به وزارت امور خارجه ایران به تاریخ ۲۸ ربیع‌الاول ۱۳۲۳ (۱۲ خرداد ۱۲۸۴ خورشیدی/ ۲ ژوئن ۱۹۰۵) می‌نویسد: «چندی قبل توسط جناب مؤتمن الملک به دوستدار اظهار شد که از قراری که می‌گویند شیخ شارجه بعضی عمارات در جزیرهٔ تمب احداث می‌نماید و خواسته بودند که این کار را ترک نمایند… امروز تلگرافی از میجر کاکس به دوستدار رسید، مثمر بر اینکه مشارٌ‌الیه بشخصه به جزیره تمب رفته، معلوم نماید که آیا این راپورت که از جناب دریابیگی به جناب مستطاب اجل عالی رسیده، حقیقت دارد یا خیر و معلوم شده که ابداً حقیقت ندارد. به نظر دوستدار افسوس است که اشخاصی به رتبه جناب دریابیگی بدون اینکه قبل از وقت متحمل زحمت شده، معلوم نمایند که آیا هیچ حقیقتی در این گونه شهرتها هست یا خیر، تلگرافی به حکومت مرکزی اطلاعاتی دهند که اسباب زحمت و مورث اشتباهات فی‌مابین دو دولت دوست گردد.»)

#### فتح لنگه در سال ۱۸۹۹
پس از فتح لنگه در سال ۱۳۱۶ق/ ۱۸۹۹م توسط احمد خان دریابیگی، حاکمیت ایران بر لنگه و توابع تثبیت شد، اما همه از این امر راضی نبودند. به عنوان مثال در روزنامه وقایع اتفاقیه آن دوره به تاریخ ۱۷ اسفند ۱۲۷۷ خورشیدی (۲۵ شوال ۱۳۱۶ ق) آمده‌است:
«از این فتحی که دریابیگی در بندر لنگه کرده همه اهل شیراز خوشحال هستند؛ ولی پسران قوام‌الملک خیلی دلتنگ هستند که چرا این فتح به اسم ما نشد.»
«شیخ محمد هم که در سنة ۱۳۱۸ قمری به بندر لنگه تاخت و به مأموریت دریابیگی قلع و قمع شد، از جواسم کنگی بود و لذا این دلیل هم که جنرال قونسول [سرکنسول] اقامه کرده‌است، مقبول نیست و مداخلات مشایخ مزبور فقط جهت حکومتی بوده‌است که در لنگه داشته‌اند به نمایندگی خانوادگی و تبعیت آن‌ها به دولت علیه مسلم است» (مذاکره معاضدالسلطان رئیس اداره انگلیس با وزیر مختار انگلیس در تهران در تاریخ ۲۴ بهمن ۱۲۹۱ / ۱۳ فوریه ۱۹۱۳).»

#### فتح بحرین در سال ۱۸۹۹
نادره جلالی با استناد به "مرات الوقایع مظفری" توسط عبدالحسین خان سپهر و روزنامه حبل المتین می‌نویسد: "دریابیگی در ذیحجه ۱۳۱۶ بحرین را فتح کرد و به همین دلیل منصب امیر تومانی گرفت و به دریافت حمایل و نشان مخصوص نائل شد (سپهر، ۱۳۸۶، ج ۱:۳۶۸) و به نوشته روزنامه حبل المتین (دوشنبه ۵ شعبان ۱۳۱۶) در شب چهاردهم، یعنی شب مولود اعلیحضرت شاهنشاهی، در محل حکومتی به همین مناسبت جشن ملوکانه‌ای گرفت و از همه بزرگان و اشراف و بازرگانان پذیرایی کرد. به همین دلیل شاه، یک قبضه شمشیر درجه دوم به وی مرحمت کرد (شیبانی، ۱۳۶۶: ۳۴۲)." مع‌هذا، اشاره یا استناد به مسئله فتح بحرین در سال ۱۸۹۹ توسط احمد خان دریابیگی در مدارک دیگر تاکنون یافت نشده‌است.

### احمد خان دریابیگی و رابطه اش با دولت انگلستان

#### شکایت دولت انگلستان از کارشکنی دریابیگی در سال ۱۹۰۵
دولت انگلستان از کارشکنی دریابیگی در رابطه بین دو کشور شکایت می‌کند: «امروز تلگرافی از میجر کاکس به دوستدار رسید، مثمر بر اینکه مشارٌ‌الیه بشخصه به جزیره تمب رفته، معلوم نماید که آیا این راپورت که از جناب دریابیگی به جناب مستطاب اجل عالی رسیده، حقیقت دارد یا خیر و معلوم شده که ابداً حقیقت ندارد. به نظر دوستدار افسوس است که اشخاصی به رتبه جناب دریابیگی بدون اینکه قبل از وقت متحمل زحمت شده، معلوم نمایند که آیا هیچ حقیقتی در این گونه شهرتها هست یا خیر، تلگرافی به حکومت مرکزی اطلاعاتی دهند که اسباب زحمت و مورث اشتباهات فی‌مابین دو دولت دوست گردد.»

#### انگلستان و شکایت از خواست دریابیگی برای برافراشتن پرچم ایران بر کشتیهای خارجی در سال ۱۹۰۷
«روسها برتری انگلستان بر خلیج را تهدیدی بر اعتبار خود دیدند. اگرچه (انگلیسیها- م) به‌طور کامل با کنترل وبا در سیستان مشغول بودند، با وجود این، آن‌ها هر آنچه که می‌توانستند انجام دادند تا از اجرای هموار سرویس قرنطینه انگلیسی جلوگیری کنند. به تحریک آنها، دریابیگی یا حاکم خلیج، این تقاضای عجیب را کرد که نه تنها تمامی کشتیهای درگیر در کار قرنطینه، بلکه به همچنین تمامی کشتیهایی که در حال بررسی برای قرنطینه می‌باشند بایستی که پرچم ایران را برافرازند. در دسامبر یک کشتی روسی در بندر عباس لنگر انداخت و با خوشحالی از اجازه ورود دادن به افسر قرنطینه خودداری نمود چرا که براه افتادن آن بعد از کشتی یونیون جک بود. این مسئله به تهران مراجعه داده شد و شورای پزشکی دریابیگی را تشویق کرد که از قواعد دست و پاگیر خود دست بردارد.»

#### نقض حاکمیت ایران، عدم اعتماد به دریابیگی و تکیه انگلستان بر شیخ خزعل در سال ۱۹۰۷
«دومین نمونه نقض حاکمیت ایران دستگیری دزدان دریایی و تخریب کشتیها و پناهگاه‌های آن‌ها در» دیار" واقع بر سواحل ایرانی جنوب بوشهر بود. دزدی‌ها در نوامبر سال ۱۹۰۶ و مارس ۱۹۰۷ صورت گرفته بود. برای توجیه (عملکرد ناوگان انگلیس- م) با تکیه به مشابهات قبلی و توافقات با ایرانیها، کاکس برای چندین ماه یک مورد بدون خدشه برای عملکرد ناوگان انگلیس در قلمرو ایران درست کرده بود. اداره امور خارجه نتوانست که هیچ اشتباهی پیدا کند. دولت ایران در تهران پس از اعتراضی شدید به غرامات جنگی تن به سازش داد. کشتی‌ها در راه خود به طرف «دیار» بودند در حالیکه دولت ایران سعی می‌کرد که تصمیم بگیرد، و در هفته دوم دسامبر به مقصدشان برای دستگیری دزدان دریایی رسیدند، و انهدام (مراکز دزدان دریایی – م) را به انجام رساندند. کاکس به مارلینگ تلگراف کرد که: «اخبار دستگیری و چنین مجازات فوری به سرعت همه جا خواهد رفت، و صلح دریایی و اعتبار ما را به شدت در خلیج فارس مرتفع خواهد کرد.»
تصمیم گرفته شد که زندانیان به دریابیگی حکمران بنادر داده نشوند چرا که ترس آن می‌رفت که رشوه‌های محلی و ارعاب کاری را که به دقت و پس از چند ماه انجام داده شده بود بی‌اثر کند، جدا از آنکه بخواهیم از هزاران پوندی که خرج شده بود حرفی بزنیم. در آن موقع ضرورت داشت که یک مقام رسمی ایرانی را پیدا کنیم که می‌شد به او در مورد اجرای سیاست انگلستان و (مسئله – م) دزدان دریایی حساب کرد. شیخ خزعل ثابت کرد که آن فرد ایده‌آلی می‌باشد که این در این کار می‌شد به او اطمینان کرد. دزدان دریایی، که به هر حال تحت حکومت او بودند، به او تحویل داده شدند. اما، همانطوری‌که اغلب اوقات شیخ بر اساس تناسب اهمیت منافع محلی و منافع انگلیس تصمیم می‌گرفت، او نتیجه گرفت که به نفع ارتباطات قبیله‌ای خود تصمیم بگیرد و مجازات آن‌ها را به حبس ابد تقلیل داد."

#### استعفای دریابیگی به دلیل دخالتهای انگلستان و دول خارجی در سال ۱۹۰۸
از قول روزنامه بالیوز انگلیس در بوشهر به تاریخ ۱۰ ماه مه ۱۹۰۸:
«در اوایل هفته گزارش گردید که دریابیگی به‌طور تلگرافی استعفاء خود را به دولت مرکزی تسلیم کرده‌است. او مدعی شده‌است که نمی‌تواند وظائف اداری اش را ادامه دهد زیرا کنسولگری‌های خارجی، به‌خصوص انگلستان از او چیزهایی می‌خواهند که انجام آن از عهده اش بر نمی‌آید. گفته شده‌است که استعفاء او مورد قبول واقع نشده و از او خواسته‌اند تا دلایل این اقدام را اعلام نماید. گزارش دیگری می‌گوید که دریابیگی به تهران تلگراف کرده که او در بوشهر می‌ماند به شرط اینکه (الف) مستمری اش که به نصف تقلیل یافته تمام و کمال پرداخت شود (ب) اجازه یابد که نیرویی-پیاده و سواره- با حقوق مکفی و پوشاکی شایسته تشکیل دهد، (پ) کارگزار فعلی از کار برکنار شود (ج) مسیر کاروان رو «شیف» بسته شود. با وجود این گزارش دیگری می‌گوید که او احضار شده و این حرکات و اعمال تنها سرپوشی است که می‌خواهد با آن مردم را از دریافت واقعیت دور نگهدارد»

#### تقاضای دولت انگلیس از ایران برای عزل دریابیگی و جایگزینی او با موقرالدوله در سال ۱۹۲۰
"در همین دوره هیئت نمایندگی انگلستان از فرمانفرما خواست که احمد خان دریابیگی را از حکمرانی بنادر معزول کرده و به جای او موقرالدوله را بگمارد. انتخاب حکمران بنادر در قلمرو دولتی حکمران فارس بود. کابینه مشیرالدوله حکمران جدیدی را برای بنادر انتخاب نمود. فرمانفرما که کابینه مشیرالدوله را موقتی می‌شمارد، به این انتخاب اعتراض نمود و دریابیگی هم احتمالاً به خاطر آنکه فرمانفرما به شدت با این تغییر مخالفت کرده بود، علیه جانشین خودش
نقشه می‌کشید."

### انقلاب مشروطه و جنبش تنگستان

#### منتقدین
نادره جلالی در مقاله انتقادی خود دربارهٔ نقش میرزا احمد خان دریابیگی در تحولات خلیج فارس می‌نویسد که: «دریابیگی هنگام انقلاب مشروطه در زمره مخالفان این انقلاب درآمد و به دولت انگلستان خدمت کرد. در جنگ دلیران بوشهر و تنگستان با قوای مهاجم انگلیس با آنکه خود ایرانی و مأمور دولت ایران بود، از انگلیسی‌ها طرفداری کرد. او به دنبال اشغال بوشهر به دست نیروهای انگلیسی، به مخالفت با رئیس علی دلواری، رهبر جنبش ضد استعماری در جنوب، پرداخت و زمینه تبعید آیت‌الله اهرمی، روحانی مبارز را فراهم آورد.»
معهذا، احمد خان دریابیگی در فاصله سال‌های ۱۹۱۵–۱۹۱۱ میلادی ریاست قشون فارس را به عهده داشت. در این دوره محمد خان موقرالدوله حکمران بوشهر و بنادر خلیج فارس بود. رئیسعلی دلواری در ۳ سپتامبر ۱۹۱۵ به وسیله یکی از نیروهای خودی به قتل رسید. احمد خان دریابیگی پس از چهار سال دوری از بوشهر، بیش از یکماه پس از قتل رئیسعلی دلواری و تصرف بوشهر به دست نیروهای انگلیس، به تاریخ ۱۶ اکتبر ۱۹۱۵ مجدداً به عنوان حکمران جدید بوشهر و بنادر خلیج فارس منصوب شد ولی دولت انگلیس ابتدا از ورود او به بوشهر جلوگیری نمود و سرانجام پس از یکسری رایزنی‌ها با دولت ایران اجازه داد که دریابیگی در روز شانزدهم دسامبر ۱۹۱۵ وارد بوشهر شود. با آمدن وی، پرچم انگلستان از فراز عمارت امیریه (عمارت حکومتی-که به طراحی و دستور احمد خان دریابیگی در سال ۱۹۰۱ ساخته شده بود) به پایین کشیده شد و پرچم ایران به فراز درآمد.رئیس علی دلواری
در سایت حوزه هنری استان بوشهر در مقاله‌ای به مناسبت سالگرد مرگ «رئیسعلی دلواری» که نام نویسنده ذکر نشده، بدون اشاره به منابع استفاده شده چنین آمده‌است:
«Rais Ali Delvari به کمک آزادی خواهان، از جمله خالوحسین بردخونی و تفنگچی‌های تنگستانی و دشتی با هدایت آیت‌الله اهرمی، در سال ۱۳۲۷ ق (۱۹۰۹ م) عناصر وابسته به محمدعلی شاه را از بوشهر خارج کرد و فعالیت‌های گسترده‌ای علیه منافع انگلیسیها آغاز کرد. انگلیسیها با هجوم به بوشهر و تبعید آیت‌الله اهرمی، برای سرکوب رئیسعلی، احمدخان دریابیگی حاکم بوشهر را تحریک کردند که به دلوار حمله کند. احمدخان با حمایت مالی و تدارکاتی انگلیسی‌ها چند بار به تنگستان لشکر کشید و با ده‌ها سرباز و چندین قبضه توپ صحرایی، به دلوار یورش برد این حملات با مقاومت سرسختانه رئیسعلی و یارانش سرانجام دفع شد. احمدخان دریا بیگی که خود نتوانسته بود ضربهٔ مؤثری به رئیسعلی وارد کند، برخی از خوانین با نفوذ تنگستان را تشویق کرد تا به دلوار حمله برند، این جنگ و گریز تا آستانه جنگ جهانی نخست ادامه داشت.»

#### برخورد سیاست مدارانه
بهنام آزادخواه، به نقل از کتاب «فرهنگ نامه نام آوران» می‌نویسد: «در ماجرای قیام تنگستانی‌ها بر ضد انگلیسی‌ها، دریابیگی به ظاهر از انگلیسی‌ها طرفداری می‌کرد اما در باطن با قیام کنندگان همراه بود.»
علیمحمد حکمت بوشهری در کتاب خود به نام «گوش ه‌ای از انقلاب مشروطیت در جنوب» می‌نویسد:
من مدافع دریابیگی نیستم، به سوابق خوب و بد او هم کاری ندارم ولی دریابیگی هرکه بود و هرچه بود کسی نبود که دست التماس به سوی امثال سید خرقانی دراز کند. او یک‌بار بعد از حکومت مرحوم عماد نظام و بار دیگر پس از عزل میرزا رضا قلی خان سالار اعظم به حکمرانی بوشهر رسید و در هربار دست به کارهای خوب و بدی زد که در این‌جا از موضوع بحث ما خارج است… تصرف بوشهر و تمام دوائر دولتی آن از این نظر بسیار حائز اهمیت بود که در صورت ادامه آن و تجزیه بوشهر از آن روی که نیروهای مسلح و ضعیف دولت وقت توانائی مقابله با سلحشوران انقلابی نداشتند، اقتصاد سایر قسمت‌های دیگر کشور را نیز دچار رکود و فلج می‌کرد و این چیزی بود که سرانجام آن جز کناره‌گیری شاه مستبد چیز دیگری نمی‌توانست باشد.

در همین جریان بود که سیاست سیاه چهره کریه خود را آشکار ساخت و مرتضی اهرمی را برانگیخت تا با لجاجت خود پیروزی درخشان «مجاهدین جنوب» را خدشه‌دار کند و چون مهم‌ترین دوائر دولتی آن روز اداره گمرک بود درآمد آن را دیپلماسی محیل انگلیس در قبال قروض خارجی مطمئن‌ترین وثیقه تشخیص داده بود. برای این‌که درآمد آن کاملاً محفوظ و از هرگونه دست‌برد مصون بماند مرتضی اهرمی را که گمان خطایی دربارهٔ او نمی‌رفت به عنوان «ناظر» و «امین وصول» درآمدها، مأمور حفظ وصولی «گمرک» کردند؛ ولی سید با «انجمن» و «مجاهدین» طریق خصومت در پیش گرفت. این رفتار باعث شد که فرصت به عوامل استبداد و عاملان بیگانه داده شود تا علیه آزادیخواهان دست به توطئه زنند و موضوع اختلاس وجوه «گمرک» با «بوق و کرنا» بهانه تبلیغ قرار گیرد.
سپس می‌نویسد:
«در همین هنگام مرحوم دریابیگی نیز به بوشهر آمد و مأموریت یافته بود آزادیخواهان جنوب را تنبیه کند و سر جای خود بنشاند؛ ولی او که مردی زیرک و وقت‌شناس بود به خوبی می‌دانست درافتادن با «انجمن اتحاد اسلامی» و آزادیخواهان غیور جنوب کاری بس صعب و دشوار بلکه امری پرخطر است. ازاین‌رو زهرچشم خود را متوجه سید اهرمی که خشم و غضب زعماء «انجمن» و مجاهدان انقلاب در حق خود برانگیخته بود کرد. با این کار چنین وانمود کرد که هم اوامر مرکز را اطاعت می‌کند و هم از خطری که از ناحیهٔ «انقلابیون» در صورت درگیر شدن با «زعماء انجمن» ممکن است دامن‌گیر او شود، اجتناب می‌ورزد.»
آنگاه ادامه می‌دهد:
«دریابیگی هوشیارانه سید اهرمی را در فشار گذاشت. سید هم به خیال رسیدن کمک در خانه خود متحصن و حصاری شد و به وسیله نامه از دلواریها و دشتستانیها خواستار کمک گردید. دریابیگی ناچار دستور داد خانه او را به توپ بسته و او را از تحصن خارج و دستگیر سازند. پس از ویرانی خانه از صدمت توپ، مردم که اتلاف وجوه گمرک را مغایر حیثیت انقلابی خود می‌دانستند سید را در میان گرفته و شخصی به نام «سید غریب» با دار و دسته‌اش او را در کوچه و بازار گردانیدند. هنگامی که مأمورین «انجمن» برای نجات او آمدند و از دست مردم عصبانی که عده اوباش و اراذل هم قاطی آن‌ها شده بودند نجاتش دادند، به جای این‌که اوامر زعماء را اطاعت و خود را در اختیار انجمن قرار دهد از دست نجات‌دهندگان فرار کرد و به زیر بیرق کنسولگری انگلیس گریخت و آن‌جا «بست» نشست.»

#### مخالفت با محمدعلی شاه
درفاصله روزهای ۲۲–۱۹ دی ۱۲۸۵ و در پی استنکاف ولیعهد (محمد علیشاه) «از تأیید مجلس ملی و نیز گزارش راجع به وقوع آشوب در تهران»، دریابیگی تلگراف دیگری به مجلس فرستاده و می‌گوید که آماده است تا در صورت تصویب مجلس ملی تظاهراتی مردمی در بوشهر به راه بیندازد. متعاقباً، پس از تاجگذاری، محمد علیشاه دریابیگی را از حکمرانی بنادر عزل و سعیدالسلطنه را به جای او می‌گمارد.
تقریباً سه سال بعد از به توپ بستن مجلس توسط محمد علی شاه، کتاب «لئالی المربوطه فی وجوب المشروطه» نوشته شیخ محمد محلاتی که در مخالفت با محمد علی شاه و حکومت دیکتاتوریست در زمان حکومت احمد خان دریابیگی در بوشهر و بنادر به چاپ می‌رسد.
محسن هجری در مقاله خود تحت عنوان: «حکومت، مشروط به منافع عمومی» در رابطه با شیخ محمد محلاتی می‌نویسد:
«نکته کلیدی در اندیشه محلاتی، تعریف او از حکومت است. او با خلع ید از شخص سلطان این گونه استدلال می‌کند که کشور
مایملک خصوصی حاکم نیست، بلکه به عامه مردم تعلق دارد، بنابراین شخص حاکم مجاز نیست که حکومت را در جهت مطا مع و منافع شخصی خود به کار گیرد و موظف است که در سیاست گذاری‌ها منافع عامه را لحاظ کند.» و در پی‌نوشت مقاله اضافه می‌کند که:
«کتاب» لئالی المربوطه فی وجوب المشروطه «به وسیله اداره مظفری بندر بوشهر در سال ۱۲۸۹ ه‍.ش یعنی دوسال بعد از تألیف آن چاپ می‌شود. در آن مقطع میرزا احمد خان دریابیگی حکمرانی استان‌های جنوبی را به دست داشت که از مخالفان محمدعلی شاه قاجار بود.»

#### نوشته‌ای از احمدخان دریابیگی در رابطه با سید مرتضی اهرمی
دریابیگی در سال ۱۳۲۸ هجری قمری در رابطه با سید مرتضی اهرمی تلگراف زیر را به وزیر داخله ایران می‌فرستد:
اداره تلگراف دولت علیه ایران، از بوشهر به طهران، به تاریخ ۱۲ شهر سنبله (۳۰ شعبان)، آیت ئیل سنه ۱۳۲۸، نمره جواب ۱۷۱ دولتی، عدد کلمات ۱۴۰
مقام منیع آقای وزیر داخله
سید اهرمی بعد از این که چهار هزار تومان از مالیات هیجده هزار تومان از گمرک، قریب ده هزار تومان اموال معززالدوله متجاوز از دویست تفنگ و طپانچه و فشنگ مال دولت قریب سه هزار تومان مال خارجه و داخله به غارت برداشت به نجف برد حسب‌الامر حضرت آیت‌الله خراسانی من بدبخت پانصد تومان او را تعمیر کردم متجاوز از پانصد خرج مهمانی و تشریف نجفشان شد. حالا هم از برای تشریف آوردن به بو شهرشان چاکر ابداً جرفی ندارد، مانعی که‌است این است که باید انگلیس‌ها را در طهران وزیر امور خارجه متقاعد کند و حضرت آیت‌الله هم چیزی به بوشهر به اهالی بنویسند و آن‌ها را متقاعد فرمایند. چاکر نه با سید اهرمی طرف است و نه از آمدن او دلتنگ.
۲۶ شعبان نمره ۸۲۵۲ چاکر احمد (ی)
۴۰۱ ط ۲ ب آ ۱–۲۹۳۰۰۰۴۷۶

#### نامهسردار اسعد بختیاریدر دوران انقلاب مشروطه به دریابیگی در رابطه باسید مرتضی اهرمی
جناب جلالت مآ ب دریابیگی حکمران بنادر دام اقباله و اعضای انجمن ولایتی دامت تأییداتهم
بحمداللّه اردوی ملی باشکوه و وقار وارد، اهالی شهر با نهایت نشاط و مسرّت پذیرایی و استقبال نمودند. پیش قراول اردو هم به منظریه مأمور شد و انشاءالله تعالی با موافقت و اتفاق حضرت سپهدار (محمد ولی‌خان تنکابنی) عازم تهران خواهیم شد. البته جناب اجل عالی و عموم اعضای انجمن ولایتی در ترتیبات و انتظامات بوشهر و تمام بنادر اهتمامات وافیه خواهید فرمود که ذره‌ای اختلاف و بی‌نظمی واقع نشود و انشاءالله تاکنون از شر زحمات و خرابکاری‌های سید مرتضی آسوده شده‌اید و رفع فتنه و فساد او را فرموده، منتظرم اخبار ولایت و انتظامات آنجا خاطر این خادم ملت خواه را مسبوق و مسرور دارید (علی‌قلی بختیاری)

#### انجمنهای محلی/ایالتی در بوشهر و بنادر در دوره انقلاب مشروطه و استبداد صغیر

##### تشکیل انجمنهای محلی و نقش دریابیگی
""مجلس نظار «یا نخستین هستهٔ» انجمن محلی «در بوشهر در آغاز متشکل از تجار و روحانیون بود، نخستین جلسهٔ انجمن محلی بوشهر در ۱۹ دیماه ۱۲۸۵ ه-ش/۲۲ ذیقعده ۱۳۲۴ ه-ق با اطلاع دریابیگی حکمران بوشهر در چهاربرج (عمارت حکمران) تشکیل شد. در این انجمن چهار طبقه ملاکان، ملاحان، اصناف و اعیان نماینده‌ای نداشتند، و مسوولیت آن به عهدهٔ حاج عبدالرسول تاجر بوشهری بود. به جای بررسی این موضوع که چگونه فردی برای نمایندگی مجلس ملی انتخاب شود، در این جلسه چند مسئله» قضایی «بررسی و به دادگاه شریعت (روحانیون) احاله شد. اما واگذاری» حل اختلاف «و» دعاوی «به انجمن محلی باعث نارضایتی روحانیونی شد که در بوشهر محل مراجعه مردم بودند و به نحوی به‌طور عرفی» دستگاه قضایی «مرکز حکومت بنادر در دستشان بود. به همین خاطر روحانیون (صدر الاسلام، امام جمعه و علم الهدی) نظر مساعدی نسبت به انجمن محلی نداشتند. این مخالفت و اعتراض روحانیون سبب شد تا دریابیگی برای حل این مشکل جلسه‌ای با حضور روحانیون در (چهاربرج) تشکیل دهد تا روحانیون» یکی را به عنوان عضو انجمن نمایندگان محلی انتخاب کنند. اما چون این جلسه به بحث و مجادله پیرامون دشمنی‌های شخصی کشیده شد، لذا حکمران بدون اخذ هیچ نتیجه‌ای آن را منحل کرد"
۸ دیماه ۱۲۸۵ محمد علیشاه تاجگذاری کرد و اندکی پس از تشکیل انجمن محلی در بوشهر (۱۹ دیماه ۱۲۸۵ ه-ش)، دریابیگی را از حکومت عزل و سعیدالسلطنه را به جای او تعیین می‌کند. مع‌هذا، «دریابیگی اگرچه می‌دانست عزل شده‌است و حاکم جدید در راه است، با این وجود… تلاش کرد تا میان صدر الاسلام و امام جمعه شیخ محمد آل عصفور آشتی برقرار کند و آن‌ها را در انجمن محلی منصوب کند، این موضوع با مخالفت سید مرتضی علم الهدی (سید مرتضی اهرمی-خ-پارسی) روبرو شد. علم الهدی از روز تأسیس انجمن همواره ابراز مخالفت خود با منتخبین و… کرده بود، این بار نیز در جلسه‌ای در ۸ بهمن ۱۲۸۵ در منزل حاج عبدالرسول رئیس انجمن و با حضور دریابیگی برگزار شده بود، طی پیامی پرسیده بود که:» آیا این جلسه برای تعیین نمایندهٔ روحانیون است؟ «و به محض اطلاع از اینکه» اساسنامهٔ انجمن «تکمیل شده‌است، خود و همفکرانش، تلگراف اعتراض نسبت به عملکرد مسوولین محلی به مجلس ملی در تهران فرستادند.» «بعد از این جلسه، هواداران علم الهدی (سید مرتضی اهرمی-خ-پارسی)، تهدید کردند اگر از این پس جلسات انجمن محلی در منزل حاج عبدالرسول برگزار شود به قتل می‌رسد.»
برخی می‌گویند که دریابیگی در راه تشکیل انجمن‌های سنگ می‌انداخت. به عنوان مثال، محمد باقر تنگستانی سردبیر روزنامه «یادگار جنوب» که برای مدتی کوتاه منتشر شد می‌نویسد: «اولاً دریابیگی… شرط عمدهٔ بقای خود را رضای خاطر انگلیسیها دانسته‌است. ثانیاً در بین افراد بنادر تخم نفاق پاشیده و با وخیم کردن اوضاع سیاسی دو ثمرهٔ عمده برده؛ یکی آن که به واسطه این اختلاف افکنی، انجمن ولایتی بوشهر تشکیل نشده که مبادا دزد بگیری و ناظری برای ایشان پیدا شود…»
از طرف دیگر لبیب الممالک شیرازی سردبیر روزنامه مظفری می‌نویسد: «جناب دریابیگی حکمران، لدی الورود بنای تشویق و ترغیب گذاشتند و نهایت جهد خود را مرعی داشتند که برای تشکیل (مجلس محلی) و (انتخاب وکلا) رفع اختلاف از فی‌مابین بعضی بنمایند؛ و نظار هم با کمال کوشش مشغول انجام کار شدند، ولی رفع اختلافات فی‌مابین بعضی از علما و تجار کار کوچکی نبود و این به سهولت صورت پذیر نبود. تا پیش از ماه رمضان ۱۳۲۵ ه-ق/۱۲۸۶ ه-ش هر روز عایقی پیش آمده و مانعی روی داد که تمام اقدامات (شخص حکمران) و (هیئت نظار) بلاثمر ماند.»

##### روزنگار وقایع قبل و بعد از به توپ بستن مجلس شورای ملی و وضعیت انجمن محلی بوشهر
۱- ۱۳ یا ۱۴ مهر ۱۲۸۵: نخستین جلسه رسمی شورای ملی با نطق مظفرالدین شاه و بدون حضور نمایندگان شهرستان‌ها گشایش می‌یابد.
۲- ۲۹ آبان ۱۲۸۵: احمد خان دریابیگی در عمارت امیریه جلسه‌ای تشکیل داده و هیئت نظارت بر انتخابات را در بوشهر و سایر شهرهای تحت حکومت پایه‌گذاری می‌نماید. در دریابیگی در این جلسه به اطلاع حاضرین می‌رساند که مقرر شده‌است از بنادر جنوب سه نفر عضو با حقوق سالانه یک هزار تومان انتخاب شوند. دریابیگی همچنان می‌گوید که هیئت نظار محلی باید از شش نفر از نمایندگان طبقات تشکیل شده، هفته‌ای یک بار در ساختمان حکومتی تشکیل جلسه دهد و به دعاوی و شکایات محلی بپردازد. دریابیگی می‌گوید که وظیفه خود او آن است که امور جاری را در هماهنگی با هیئت نظار شش نفره سامان بدهد.
۳- ۱۸ دی ۱۲۸۵: مرگ مظفرالدین شاه.
۴- ۱۹ دی ۱۲۸۵: محمد علی میرزا پادشاه می‌شود.
۵- ۱۹ دی ۱۲۸۵: نخستین جلسه انجمن نظارت‌کننده بر انتخابات انجمن محلی بوشهر در چهار برج (عمارت حکمران-دریابیگی) تشکیل می‌شود.
۶- ۱۹ دی ۱۲۸۵: واگذاری «حل اختلاف» و «دعاوی» به انجمن محلی با مخالفت روحانیونی مانند سید مرتضی اهرمی (علم الهدی) امام جمعه و صدر الاسلام روبرو می‌شود.
۷- ؟ دی ۱۲۸۵: دریابیگی برای حل مشکل و مخالفت روحانیون جلسه‌ای در چهار برج با حضور روحانیون تشکیل می‌دهد و از آن‌ها می‌خواهد که یک نفر را از بین خود به عنوان عضو انجمن نمایندگان محلی انتخاب کنند. این جلسه به بحث و مجادله پیرامون دشمنی‌های شخصی کشیده می‌شود و دریابیگی به ناچار جلسه را منحل اعلام می‌کند.
۸- ۲۲–۲۸ دی ۱۲۸۵: در پی استنکاف ولیعهد (محمد علیشاه) «از تأیید مجلس ملی و نیز گزارش راجع به وقوع آشوب در تهران»، دریابیگی تلگراف دیگری به مجلس فرستاده و می‌گوید که آماده است تا در صورت تصویب مجلس ملی تظاهراتی مردمی در بوشهر به راه بیندازد.
۹- ۲۸ دی ۱۲۸۵: تاجگذاری محمد علی شاه.
۱۰- اواخر دی/اوایل بهمن ۱۲۸۵: احمد خان دریابیگی به فرمان محمد علی شاه از حکومت بوشهر و بنادر خلیج فارس معزول گشته و سعیدالسلطنه به جای او منصوب می‌گردد.
۱۱-  ۸ خرداد ۱۲۸۶: کتابچه دستورالعمل انجمن‌های ولایتی به تصویب مجلس می‌رسد.
۱۲- ۳۰ مرداد ۱۲۸۶: احمد خان دریابیگی به فرمان محمد علی شاه به حکومت بوشهر منصوب می‌شود.
۱۳- آبان ۱۲۸۶: لبیب الممالک شیرازی سردبیر روزنامه مظفری در مقاله‌ای کوشش‌های احمد خان دریابیگی برای تشکیل مجلس محلی و رفع اختلافات بین علما و تجار و انتخاب وکلای مجلس ملی را تشریح می‌کند.
۱۴- ۲۹ آبان ۱۲۸۶: جشن افتتاح انجمن ولایتی: «نمایندگان ادارات دولتی، حکمران بنادر، رئیس قشون، کارگزار امور خارجه، رئیس پست بنادر، لشکرنویس، سرهنگ فوج فریدن و دیگر رؤسای اداره‌های دولتی از لشکری و کشوری با لباس رسمی هنگام ظهر وارد انجمن محلی شدند. با حضور وکلای ششگانه طبقات و با شلیک توپ انجمن به‌طوررسمی افتتاح شد. ازدحام خلق بسیار زیاد بود، حتی تمام منازل و پشت با مها و کوچه‌های اطراف انجمن مملو از جمعیت بود. در این مراسم پرشور و نشاط میرزا عیسی قصیده‌ای، رکن التجار مقاله‌ای، یکی از محصلین مدرسه سعادت نیز مقاله‌ای و میرزا حسین معتقد اهرمی قصیده‌ای غرایی بالبدیهه سروده، قرائت نمود. به شکرانه رفع اختلاف فی‌مابین بزرگان و اعیان و ختم عمل انتخابات و تعیین وکلا و تشکیل انجمن محلی، موزیکا نچیان به مارش ملی مترنم بودند و مردم به صرف چایی و شربت و شیرینی پرداختند و تا دو شب بعد نیز جشن و چراغانی و شادی ادامه داشت.»
۱۵- ۲ آذر ۱۲۸۶: «شش نفر عضو برگزیده انجمن محلی به اتفاق حکمران روز دوشنبه دوم آذر ۱۲۸۶ به در دکا نها و بازار رفته و اظهار تلطف و مهربانی کردند. مقرر شد که عجالتاً هفته‌ای سه روز ایام دوشنبه، چهارشنبه و پنجشنبه از چهار ساعت به غروب مانده جلسه انجمن محلی دایر و شش نفر وکیل انجمن نیز مشغول تکالیف خود باشند.»
۱۶- ۲۰ آذر ۱۲۸۶: «احمدخان دریابیگی اعضای برگزیده ناظر بر انتخابات راطی اعلامیه‌ای این گونه به مردم بوشهر معرفی کرد: حاجی محمدشفیع تاجر کازرونی، حاجی محمدحسن تاجر برازجانی، حاجی سید محمدرضا تاجر کازرونی، آقا سید عبدالرضا حکیم و جناب شریعتمدار آقا شیخ علی مجتهد.»
۱۷- ؟ دی ۱۲۸۶: "سید مرتضی اهرمی (علم الهدی) که در دوره هفت‌ماهه حکمرانی سعیدالسلطنه بسیار مورد توجه قرار گرفته بود به هنگام حکمرانی مجدد
دریابیگی؛ به جای او، شیخ علی مجتهد دشتی این موقعیت مؤثر را به دست آورد. علم الهدی که از این وضعیت ناراضی بود در دی ماه ۱۲۸۶ ه‍.ش تلگرافی به مجلس ملی فرستاد و شکایت کرد که انجمن محلی، انجمن سست و بی‌حال است و به شکایات زیادی که به آن محول می‌شود رسیدگی نمی‌کند و دست آخر خواستار انجام انتخاباتی دیگر برای علماء شده و اعتراض کرده بود که «شیخ علی دشتی» فاقد صلاحیت می‌باشد.
۱۸- بهمن ۱۲۸۶: «دوباره آتش تنشها و اختلاف‌ها شعله‌ور شد، شیخ علی دشتی نماینده علماء در انجمن محلی که از طرف علم الهدی مورد اعتراض واقع شده بود که «فاقد صلاحیت است»، از عضویت در انجمن محلی استعفاء داد و بیان کرد که در موقع انتخاب به او وعده دستمزد داده بودند اما اینک از پرداخت پول خبری نیست و او نیز بدون دریافت دستمزد نمی‌تواند به همکاری خود با انجمن ادامه دهد. حکمران (دریابیگی، خ-پارسی) برای حل این مشکل مبلغ ۱۰۰۰ قران به شیخ علی پرداخت و از او خواست تا استعفایش را پس بگیرد. در همین اوضاع بحرانی، شیخ ناصرخان چاهکوتاهی نماینده ملاکان (اعیان) نیز استعفا کرد. اندکی بعد، حاج عبدالرسول نماینده طبقه تجار نیز از عضویت در انجمن محلی استعفا کرد که به احتمال زیاد در نهایت با استعفای این دو نفر اخیر موافقت شد. در این حال و هوای ناآرام سید محمدرضا کازرونی نماینده اعیان نیز اطلاع داد، که نمی‌تواند مخارج جاری انجمن را به عهده گیرد.»
۱۹- ۲ اسفند ماه ۱۲۸۶: دریابیگی برای خوابانیدن غائلهٔ سیستان و بلوچستان با کشتی پرسپولیس به بنادر سفلای خلیج فارس می‌رود.
۲۰- اردیبهشت ۱۲۸۷: حاج سید محمدرضا کازرونی، حاج عبدالرسول (رئیس‌التجار) و شیخ ناصرخان چا هکوتاهی استعفاء می‌دهند. «با استعفای دو نفر اول که رقیب همیشگی و از متنفذترین اعضای انجمن بودند موافقت می‌شود و به منظور جلوگیری از انحلال انجمن ولایتی، حاج محمد جعفر و شیخ عبدالنبی (فخر الاسلام) به عنوان نمایندگان تجار و اعیان انتخاب شدند و از شیخ ناصر خان خواستند که فعلاً استعفایش را پس بگیرد.»
۲۱- ۱۹ خرداد ۱۲۸۷: محمد علی شاه به حکمران بوشهر (دریابیگی) ابلاغ می‌کند که: «با وجودی که پادشاه مشروطه[خواه] است و به قانون اساسی وفادار می‌باشد، از دردسرهای افراد بدخواه و انقلابی، ناراضی است و دستور داده تا با کسانی که صلح و آرامش را به هم می‌زنند برخورد کند.»
۲۲- از ۲۴ خرداد تا چهارم تیر ۱۲۸۷: بازار بوشهر هم‌زمان با سایر نقاط کشور برای مبارزه با محمد علی شاه تعطیل می‌شود.
۲۳- از ۲۴ تا ۲۷ خرداد ۱۲۸۷: دریابیگی از همه چیز کناره گرفته و در خانه می‌ماند.
۲۴- ۲۸ خرداد ۱۲۸۷: دریابیگی به انجمن محلی رفته و متذکر می‌شود که این‌گونه اقدام‌ها به نفع مجلس ملی نیست و بهترین کار آن است که به مجلس کمک مالی شود. به جز میرزا علی کازرونی (رئیس انجمن محلی) کلیه اعضای انجمن با دریابیگی موافقت می‌کنند.
۲۵- دوم تیر ۱۲۸۷ : به دستور محمد علی شاه، مجلس به توپ بسته می‌شود. (جنبش مشروطه ایران)
۲۶- چهارم تیر ۱۲۸۷ : دریابیگی به اعضای انجمن‌های محلی می‌گوید که دستورهایی دریافت کرده که انجمن را منحل کند و از آن‌ها می‌خواهد که از آن موقع جلسات خود را تشکیل ندهند.
۲۷- هشتم تیر ماه ۱۲۸۷ : محمد علی شاه به دریابیگی تلگراف کرده و از او می‌خواهد که اعضای انجمن را تحت نظر بگیرد.
۲۸- نهم تیر ماه ۱۲۸۷ : محمد علی شاه به دریابیگی تلگراف کرده و از او می‌خواهد که لبیب الممالک سر دبیر روزنامه مظفری را دستگیر و اعدام کند.
۲۹- نهم تیر ماه ۱۲۸۷ : دریابیگی به محمد علیشاه پاسخ می‌دهد که سردبیر روزنامه مظفری روز قبل فرار کرده‌است.
۳۰- نهم خرداد ماه ۱۲۸۸ : دریابیگی به سردبیر روزنامه مظفری تلگراف کرده و به او می‌گوید که می‌تواند به ایران برگردد.
۳۱- سی ام خرداد ماه ۱۲۸۸ : سردبیر روزنامه مظفری با کشتی "مشتری" به بوشهر مراجعت کرده و "به محض خارج شدن از قرنطینه درروز بیستم (ژوئن- خ-پارسی)" به دیدن دریابیگی می‌رود.

## نظرات عده‌ای که از نزدیک با دریابیگی در تماس بودند
ناخدا عباس دریانورد چنین از او می‌گوید: «نامبرده کسی نبود که به میهن مقدس خود خیانت نماید، مرحوم دریابیگی چنانچه یکنفر خیانتکار بود روزگار غدار در اواخر عمر او را به خوزستان نمی‌کشانید که بدبختانه با هزینه ناقابل «کفن و د فن» مرحوم شیخ خزعل خان به زیر خاک‌های خوزستان مدفون گردد… و اما جای بسی تأسف است که پس از این همه خدمات صادقانه و صدمات روحی که اغلب خود نگارنده در ناو دولتی پرسپولیس ناظر اعمال نامبرده بوده‌ام سزا و سزاوار نبود که دولت وقت این معامله را با مرحوم احمد خان دریابیگی و بازماندگان آن مرحوم بنمایند.»
مخبرالسلطنه (مهدیقلی) هدایت در دفاع از دریابیگی در تاریخ ۲۱ جمادی‌الثانی ۱۳۳۱ ق به وزارت داخله چنین می‌نویسد:
«مقام منیع وزارت جلیله داخله دامت شوکته رمز نمره ۲۰۵ زیارت شد. موقرالدوله از زمان حرکت بنده از طهران هر مزخرفی خواسته‌است بدون خجالت اظهار کرده و دم نرم دیده‌است تا امروز قرینه صدقی بدست نداده‌است بنده سند مثبته تلگراف کردم. در مسئله زایر خضر دروغ او را به قونسول انگلیس مکشوف داشته‌ام و در نمره ۱۹۱۰ مشروحاً به عرض رسانیدم. اگر دریابیگی در راه نبود ژاندارم به بوشهر نمی‌رسید و اگر می‌رسید اسلحه نمی‌توانست بیاورد. حیف است که خادم و بی‌مصرف مفروق نیست. همین والکی بود و همین کفات بودند پارسال هفتاد هزار فشنگ دولت را به نور محمد خان تسلیم کردند آنچه نسبت به دریابیگی بگوید دروغ است و افترا، بنده بچه نیستم و آنچه عرض می‌کنم صحیح است. اغراض بچه گانه ندارم و انشا الله عن‌قریب خودم را از این شر خلاص می‌کنم. کفات مملکت را نگاهدارند. همین اغراض بی‌معنی بود که مملکت را یک پارچه آتش کرده بود اگر بنده می‌خواستم داخل در این اقدامات لغو بشوم همان نتایج برای دولت حاصل شده بود. افسوس که نتیجه به قدر لفظ اثر ندارد. نمره ۳۱، مهدیقلی ۶۴۳ ق ۴ ب الف ۱–۲۹۳»

## زنی از بوشهر چندی قبل از صدور انقلاب مشروطه
نوشته زیر توسط زنی در بوشهر و با امضای «زهرا بی بی» به روزنامه حبل المتین فرستاده شده و چاپ می‌گردد:
«مکتوب از بوشهر»
"دیشب شوهر من روزنامه حبل المتین می‌خواند و تحسین می‌کرد. از شماره ۲۶ صفحه ۱ الی چهار راجع به قدر و قیمت بنادر و سواحل. چون این کمینه هم فی الجمله سوادی دارد گوش دادم به خواندنش.
اولاً تحسین و تمجید می‌نمایم از نگارنده آن مقاله و نیز دعاگویی نسبت به جناب مدیر محترم این جریده که از راه وطن‌پرستی جرأت نمودند این گونه نصایح را درج فرمایند. بلی حاکم بلد چه تقصیر دارد در صورتی که محکوم به حکم اجانب از مرکز شود. عجالتاً حکومت این صفحات رسماً با جناب دریابیگی می‌باشد که شجاعتش در جنگ و انصافش در حکومت و سلوکش با رعایا مشهور است، اما حقیقتاً حکومت این خلیج در ید دیگران است و دریابیگی فعلاً قدرت ممانعت ندارد. جناب مویدالاسلام بهتر آن است اولاً دست قدرت اجانب را از بنادر کوتاه کنید که نتوانند در طهران متشبه کاری که افتضاح دولت و ملت باشد بار آرند…"

## خلاصه‌ای از مسئولیت‌ها، دوره‌های انتصاب و عزل از حکومت
- ریاست مدرسه نظام تبریز
- فرماندهی کشتی (ناو) پرسپولیس

کانون پژوهش‌های دریای خلیج فارس با استناد به روزنامه مظفری شماره نهم به سال ۱۳۲۰ ق می‌نویسد:
«اولین رئیس ایرانی این کشتی جناب احمد خان دریابیگی بود که از روئسای قشون و از شاگردان پیاده‌نظام مدرسه دارالفنون به‌شمار می‌رفت و به دلیل لیاقتی که از خود ابراز داشته بود، به ریاست کشتی پرسپولیس منصوب گردید.»
وی لباس نیروی دریایی ایران را طراحی نمود. و افراد ایرانی را به جای آلمانی‌ها به ناخدایی و امور نگهداری از کشتی برگزید و برای هر کس حقوقی مشخص معین نمود تا آن‌ها را دلگرم کند.

### سال ۱۳۲۵ ق به فرمان محمد علی شاه
محمد علی شاه پس از تاجگذاری به مخالفت با مشروطه خواهان پرداخت. وی احمد خان دریابیگی را پس از تشکیل انجمن‌های محلی در بوشهر عزل کرد و سعیدالسلطنه را به جای او گماشت (۲۲ ذی الحجه ۱۳۲۴ ق برابر با ۱۶ بهمن ۱۲۸۵ خورشیدی). مع‌هذا، اوضاع بوشهر و بنادر به وخامت گرایید تاجایی که سعیدالسلطنه از حکومت عزل شد (سوم مرداد ۱۲۸۶ خورشیدی برابر با ۱۵ جمادی‌الثانی ۱۳۲۵ ق). در این مورد می‌خوانیم که: «بعد از ورود حکومت جدید[حاجی سعیدالسلطنه] آنچه مفهوم اولی الباب آمد بختا در بوشهر نایره نفاق بلند، افراد ناس از علماء عظام و تجار و اعیان کرام و غیره به جان هم افتادند، و انجمن بدون پایه و تعبیر مایهٔ بوشهر در حجاب تعطیل افتاد…» علیرضا خلیفه زاده به نقل از حبل المتین می‌گوید که در این فاصله دریابیگی «در تهران به آن انجمن و آن محفل، آمد و شد کرده، خود را یکی از دوستداران حقیقی وطن، از غم خواران واقعی ایران و از اولین مشروطه طلبان نمودار کرد و به هر نحو بود، باز حکومت بنادر را گرفت و بوشهر آمد.» در این دوره بود که محمد علی شاه احمد خان دریابیگی رامجدداً به حکومت بوشهر و بنادر انتصاب کرد.

### سال ۱۳۳۳ ق پس از «اشغال بوشهر توسط انگلستان»
عده‌ای از جمله نادره جلالی می‌گویند که در سال ۱۳۳۳ ق پس از عزل مخبرالسلطنه، انگلیس از موقعیت استفاده کرده و توانست احمد خان دریابیگی را با دو هدف به حاکمیت بوشهر منصوب کند. یکم آنکه وانمود کند که مسئله انگلستان نه تصرف خاک ایران که محافظت از جان اتباع انگلیس و دیگر غربیان بوده‌است، و دوم آنکه با به سر کار آوردن احمد خان دریابیگی به تسلط خود بر منطقه ادامه داده باشد. با وجود این در نامه زیر که از طرف مخبرالسلطنه به وزیر داخله در سال۱۳۳۱ نوشته شده‌است می‌خوانیم که او قبل از تصرف بوشهر خواهان بازگرداندن دریابیگی به عنوان حکمران بوشهر بوده‌است:

## وزارت داخله، سواد استخراج تلگراف رمز ایالت فارس
نمره ۱۵۰، مورخه ۱۹ جمادی‌الاول ۱۳۳۱

## مقام منیع وزارت جلیله داخله دامت شوکته
نمره ۱۰۵ زیارت. غرض حکومت بوشهر نسبت به دریابیگی معلوم (است). در طهران که بودم شروع به مزخرفات گفتن، که هیج کدام پا نداشت. حالا هم همانست، علی‌حده معلومات خودم را به وزارت جلیله خارجه عرض کرده‌ام به عرض می‌رساند.
نمره ۱۸. مهدیقلی
۶۴۳ ق ۴ ب الف ۱–۲۹۳

### دوره‌های عزل از حکومت بوشهر و بنادر

#### سال ۱۳۲۴ ق به فرمان محمدعلی شاه و جایگزینی او با سعیدالسلطنه
در فاصله ۲۲–۱۹ دی ۱۲۸۵ (۲۸–۲۵ ذیقعده ۱۳۲۴ ق) و در پی استنکاف ولیعهد (بعداً محمد علیشاه) «از تأیید مجلس ملی و نیز گزارش راجع به وقوع آشوب در تهران»، دریابیگی تلگراف دیگری به مجلس فرستاده و می‌گوید که آماده است تا در صورت تصویب مجلس ملی تظاهراتی مردمی در بوشهر به راه بیندازد. پس از تاجگذاری در تاریخ ۲۸ دیماه ۱۲۸۵، محمد علیشاه احمد خان دریابیگی را (پس از تشکیل انجمن‌های محلی در بوشهر) از حکومت عزل کرد و سعیدالسلطنه را به جای او گماشت (۲۲ ذی الحجه ۱۳۲۴ ق برابر با ۱۶ بهمن ۱۲۸۵ خورشیدی).
علیرضا خلیفه زاده می‌نویسد که سعیدالسلطنه (حاجی میرزا فتح‌الله خان طباطبایی دیبا) دارای علایق ملکی در حواشی خلیج فارس بوده و در سال‌های ۱۳۱۴–۱۳۱۵ ق که عمویش میرزا اسدالله خان ناظم الدوله فرمان فرمای فارس بود، نایب حکومت او بوده‌است و «حاصل این دو سال حکومت آن‌ها در فارس، چنگ انداختن بر بخشی از اراضی کشاورزی در ناحیه لیراوی و دشمن زیاری (کهگیلویه) بود.»

#### سال ۱۳۲۹ ق بر طبق فتوای «آیت الله محمد کاظم خراسانی» و جایگزینی او با علی محمد خان (محمود) موقرالدوله
در ژانویه ۱۹۱۰ (۱۳۲۸-ق) «فتواهایی که ممهور به مهر مجتهدین سرشناس، محمد کاظم خراسانی و شیخ عبدالله مازندرانی، می‌باشد و توسط آن‌ها صادرگردید، در بوشهر هم دریافت شده‌است. این فتواها خطاب به رهبران مشروطه در تهران صادر شده و در آن‌ها آمده که مشروطیت به منظور تحکیم مبانی دین اسلام برقرار شده‌است ولذا افرادی که فاقد اعتقادات مذهبی بوده یا اینکه دارای اعتقادات مظره می‌باشند، از مجلس باید اخراج گردند.» در ماه فوریه ۱۹۱۰، «گزارش می‌شود دریابیگی از برادرش در تهران شنیده‌است که روحانیون بین‌النهرین (عراق-خ پارسی) فعالیت می‌کنند تا او را از حکمرانی بنادر خلع کنند.» در ماه مه ٬۱۹۱۰ «کسانی که از شهر نجف آمده گزارش می‌دهند که در آنجا به دلایل متعددی تلاشهایی صورت می‌گیرد تا روحانیون را علیه سردار اسعد و سپهدار بشورانند. یکی از این دلایل این است که اعدام شیخ فضل‌الله، بعد از شکست نیروهای شاه، اقدامی خلاف شرع و قانون بوده‌است.» و همین‌طور: «آخوند محمد خراسانی-مجتهد برجسته نجف- به رئیس‌التجار بوشهر نامه نوشته و گفته که اوسید مرتضی اهرمی را بیگناه می‌داند… آخوند خراسانی از رئیس‌التجار خواسته تا با همکاری سایر تجار، دریابیگی را از حکمرانی خلع کنند و اعلام نموده که دریابیگی مسبب نابودی سید اهرمی می‌باشد.» سرانجام پس از مدتی، بر طبق نامه‌های مراوده بین آیت‌الله خراسانی و دولت ایران، دولت بالاخره تصمیم به عزل دریابیگی می‌گیرد. در این مورد می‌خوانیم که:

## از بغداد، (بر روی کاغذ فرم اداره تلگرافی هند و اروپایی)
مقام منیع وزارت داخله، هیأ ت معظم وزراء عظام
دریابیگی با مفسد مرکز در باد دادن بنادر همدست، خیانتش محقق، عزلش واجب فوری.
محمد کاظم خراسانی
۸-۹-۲۸-۱۳۲۹
بلافاصله بعد از عزل دریابیگی، علی محمد خان (محمود) موقرالدوله در سال ۱۳۲۹ ق (۱۹۱۱ م) به حکومت بنادر منصوب می‌شود و تا سال ۱۹۱۵ م بر این مقام می‌ماند. بر طبق نظر عبدالله شهبازی:
«علی محمد خان موقر الدوله» بالیوز «(کنسول) انگلیس در بندر بوشهر بود. او پس از خلع محمد علی شاه، و اقتدار مطلقه عوامل بریتانیا در حکومت قاجار، در سالهای ۱۹۱۵–۱۹۱۱ میلادی حاکم بوشهر شد. موقرالدوله در این سالها… فعالیت‌های تخریبی و نفوذی بهائیان فارس را هدایت می‌کرد… او در دولت کودتای ۳ حوت ۱۲۹۹ وزیر فوائد عامه و تجارت و فلاحت شد ولی اندکی بعد، در اوائل سال ۱۳۰۰ ش. درگذشت.»
وی همچنین می‌نویسد که حسن موقر بالیوزی پسر موقرالدوله، "اولین مدیر و گوینده بخش فارسی رادیو بی‌بی‌سی لندن است که در ۲۹ دسامبر ۱۹۴۰/۸ دیماه ۱۳۱۹ آغاز به کار کرد.

### سال ۱۳۳۹ ق به فرمان دولت کودتای سید ضیاءالدین طباطبایی و رضاخان سردارسپه
"سیدضیاءالدین طباطبائی یزدی (۱۲۶۷–۶ شهریور ۱۳۴۸) روزنامه‌نگار و نخست‌وزیر ایران بود.
از جوانی در روزنامه‌ها مقاله می‌نوشت و پس از مشروطه روزنامه رعد را تأسیس کرد… همچنین در سال ۱۳۲۵ روزنامه ندای اسلام را در شیراز راه‌اندازی کرد.
او همواره به پیروی از سیاست بریتانیا در ایران مشهور بود و به ویژه ان لمبتون پژوهشگر و از مأموران اطلاعاتی بریتانیا در ایران از او حمایت می‌کرد. پس از تصویب قانون ملی شدن صنعت نفت در ایران بریتانیا اصرار داشت که او نخست‌وزیر شود تا به دست او کار نفت به سود شرکت نفت ایران و انگلیس خاتمه یابد.
یکی از آخرین اخبار رسمی در مورد احمد خان دریابیگی و پیش از عزل او در روزنامه بالیوز انگلیس به تاریخ ۳ آوریل ۱۹۲۱ (۲۴ رجب ۱۳۳۹ ق) در رابطه با عبوراحمد شاه از بوشهر پس از بازگشت از اروپا به ایران می‌باشد. در این مورد از قول زرتشت دوانی در مقاله اش به نام «تاریخ و سرگذشت ورود اتوموبیل به بندر بوشهر (۴): ورود احمد شاه به بوشهر» در هفته‌نامه نسیم جنوب به تاریخ می‌خوانیم:
"بنا براین گزارش ناو لارنس که احمد شاه را از عدن به بصره می‌برد در ساعت ۶ بعد ازظهر در بوشهر پهلو می‌گیرد و مورد استقبال مقامات ایرانی و
محلی بندر بوشهر که در کشتی پرسپولیس و مظفری با همراه قایقهای تزیین شده قرار می‌گیرد و کشتی پرسپولیس به نشانه سن شاه ۲۴ تیر توپ شلیک کرد. صبح
روز بعد احمد شاه در ساختمان قدیمی گمرک پیاده شده و در میان ابراز احساسات شدید مردم با اتوموبیل به دارالحکومه می‌روند و فرمانفرما، قوام الملک، دریابیگی وسایر معاریف شهر اتوموبیل ایشان را پیاده همراهی کردند. سپس، ایشان هیئت‌های مختلفی را از سوی مجامع مختلف، از جمله اتاق تجارت بریتانیا به حضور پذیرفتند و حدود ۸:۳۰ شب با ناو لارنس، بوشهر را به مقصد خرمشهر ترک می‌کنند."

## خلق و خوی دریابیگی

### حکم انوشیروانی
وقایع‌نگار حبل‌المتین می‌نویسد: صبح جمعه بیست و هفتم ربیع‌الثانی جناب دریابیگی امیر تومان حکمران خلیج از سرکشی و کله‌دار و انتظام آن صفحات که خیلی اهمیت داشت (چنان‌که معزی‌الیه را با توپ و سرباز و … در آن هوای گرم دچار زحمات نموده بود) با جهاز پرسپولیس وارد و به مقر حکومتی بوشهر داشت، ولی به واسطهٔ سلامت نفس خیلی از کارهای داخله و خارجه به عهده تعویق افتاده، اسباب مأیوسی عموم اهالی گردیده بود لهذا معظم‌له از زمان ورود، صبح تا شام در چهاربرج مشغول رسیدگی به عرایض عامه و اصلاح امورات گذشته و دادرسی به حال مظلومین می‌باشند، چند روز قبل شخصی آمده عارض گردیده که سوختهٔ تریاکی در چهار ماه قبل از آقا محمدرحیم تاجر اصفهانی خریده به عباسی فرستاده‌ام حال او را مرجوع داشته‌اند که جنبش حزب نیست کسی نمی‌خرد، جناب دریابیگی امر نمود که جعبه سوخته تریاک را با آقا محمدرحیم فروشنده در مجلس حاضر آورند، پس از تحقیق و تفتیش از روی دفتر آقا محمدرحیم معلوم شد که تریاک مال شخص اصفهانی بوده و حضوراً خودش در منزل آقا محمدرحیم به این شخص فروخته و وجه را حواله کرده که آقا محمدرحیم از خریدار بگیرد او هم گرفته به صاحب مال رسانیده‌است، جناب دریابیگی او را بی‌تقصیر دانسته مرخص، و به امیر تومان که نصف وجه قیمت سوخت مزبور از کیسهٔ فتوت خویش به شخص خریدار سپردند، پس از آن از چند نفر اشخاص معروف که تازه هیئت جامعه به جهت کمپانی نمودن این کار نحس ترتیب داده‌اند التزام گرفته که من‌بعد اگر تریاک صحیح یا سوخته آن را بفروشند مجازات سخت شوند، این حکم محکم و تأکید ایشان را (که اگر ان‌شاءا… پایدار بماند و سایر حکام نیز درین مسئله تقلید از معظم‌له کنند اول خوش‌بختی ایرانیان باید گفت) جمیع خیرخواهان ملت و دولت ازین حکم نوشیروانی ایشان مسرور و مشعوف گردیده‌اند، ادارهٔ گمرک قانون مستقیمه هنوز ندارد بعض ** را صدپنج عشور کرده جواز می‌گیرند برخی از روی تعرفه جدید قند را صدچهار و قماش را صدسه مرخص می‌کنند بدون جواز…

### نظرات مبنی بر استبداد، رشوه خواری، و نفاق اندازی به منظور منفعت خصوصی
محمد باقر تنگستانی که روزنامه «یادگار جنوب» را برای مدتی کوتاه منتشر کرد، از جمله می‌نویسد:
«اولاً دریابیگی… شرط عمدهٔ بقای خود را رضای خاطر انگلیسی‌ها دانسته‌است. ثانیاً در بین افراد بنادر تخم نفاق پاشیده و با وخیم کردن اوضاع سیاسی دو ثمرهٔ عمده برده؛ یکی آن که به واسطهٔ این اختلاف‌افکنی، انجمن ولایتی بوشهر تشکیل نشده که مبادا دزد بگیری و ناظری برای ایشان پیدا شود…»
در رابطه با محمد باقر تنگستانی از قول سید قاسم یا حسینی مورخ بوشهری چنین می‌خوانیم:
«البته باید بگویم که برخی از نویسندگان بوشهری دربارهٔ جایگاه و نقش محمد باقر خان تنگستانی در عصر مشروطیت و روزنامه‌نگاری مشروطه اغراق کرده‌اند؛ مثلاً حملات او را به شخص محمدعلی شاه مورد ستایش قرار داده‌اند، حال آن که این حملات نه در زمان قدرت بلامنازع محمد علی شاه که در پس از سقوط او و فرارش از ایران صورت گرفته‌است. بر اساس اسنادی که در کتاب «خاندان تنگستانی» نوشتهٔ علی مراد فراشبندی آمده، باقرخان تنگستانی نه تنها در دوران محمدعلی شاه، مبارزه‌ای علیه او نداشته، بلکه از وی حکمی دایر بر پرداخت مقرری نیز دریافت کرده‌است. همه حملات باقرخان به محمدعلی شاه پس از سقوط او از قدرت و فرارش از ایران انجام شده‌است. یک مورخ در بررسی سوژه مورد نظرش باید کاملاً رعایت انصاف و عدالت را بکند و از تحقیر یا بزرگ نمایی بی‌مورد بپرهیزد. در کتاب‌ها و مقالاتی که دربارهٔ محمدباقر خان تنگستانی نوشته شده ما با چنین رویکرد افراط و تفریطی رو به رو هستیم؛ مثلاً باقرخان تنگستانی در روزنامه اش به دلیل خصومت‌های شخصی و فردی با دریابیگی، زائر خضر خان و رییسعلی دلواری به آن‌ها حملات شدیدی کرده که بسیاری از آن حملات تهی از واقعیت و صرفاً بر اساس عقیده شخصی نگاشته شده‌است.»

#### نظرات مثبت
مرتضی محمودی نویسنده بوشهری در کتاب «چند تموکانی در فضا» در چند مورد از مصاحبه خود با یک پیر مرد بوشهری و خاطرات او چنین می‌نویسد:
```
- «خدا بیامرزتِت عبدالغنی. یی عمارت دریابیگی …» و با دست به طرفی اشاره کرد. حتماً طرف شمال تموکان که عمارت دریابیگی زمانی آنجا بود. اینجا که حالا بودیم که شمال و جنوب معنا نداشت. رحمان گفت:
- «عمارت عامو بی عمارتا. ایقدم دس طرف شمال دراز نکن. انگاری که ری زمینیم». عامو گفت:
- «تو مطافیما جون. مُطاف». بهمنیار بی مقدمه گفت:
- «کجا دانند حال ما سبکباران ساحلها. کجا دانند … اِی …» بعد من عمو عبدالرضای خدابیامرز را نمی‌دانم چطور در یک آن به خاطر آوردم. نشسته بود در خرابه‌های عمارت و قلیان می‌کشید. عموی مادرم. خیلی سال‌ها پیش که چیزی از ساختمان قدیمی مانده بود. شاید بوی سیگار یا چیزی شبیه آن حس کردم. یا شاید هم رحمان باز با صدای بلند دلش هوای قلیان کرده بود که چنین بویی را القا کرد. عمارت دریابیگی را خراب کرده بودند و جایش همان هتل بی رونق و ساکت به قول خودشان جهانگردی را ساخته بودند. همان سویی که رئیس علی نزدیکی آن به جایی در دریا اشاره می‌کرد. همان طرفی که جابرو را آن روز پیش از این سفر فضایی‌مان تا آخر جاده که پشت دیوارهای دور زمین شهر بازی که آن هم آنوقت خالی بود تعقیب کرده بعد گم شده بود. بیش از آن به افکارم فرصت داده نشد ببینم پی چه بود رد پای او را می‌یافتم.
- «خداش بیامرزت دریابیگی مدرسهٔ سعادت درس کرد، و حاجی عبدالکریم..» پیر مرد گذشته‌ها را خوب به یاد می‌آورد. اما برای کسی انگار مهم نبود که محل نمی‌گذاشتند. خربزه دست نخورده گوشه‌ای از سفینه و در دسترس افتاده بود. ما همین‌طور آرام در فضای لایتناهی راه می‌پیمودیم.
```

و یا در جای دیگری در همین کتاب می‌نویسد:
```
- «… خلاصه، ما همی‌طور رفتیم تا از عمارت دریابیگی خدابیامرزم ردابیدیم. صُب گَه نبید اُما هنو ظهرم نوابیده بید. نمی‌فهمم. رفتیم از پشت استادیوم ردابیدیم. اولاً خو نه مجسمه‌ای بید، نه تُل عاشقونی، … تل بیدا ولی نه که تل عاشقون اسمش باشِت. چی می‌فهمم. از او وَل که ردابیدیم یه خورده‌ای که رفته بیدیم و نزدیک بندر رسیده بیدیم دس راسمون مدرسهٔ سعادت بید.» بعد کمی تأمل کرد. چیزی انگار به یادش آمده بود
- «مدرسهٔ سعادت هنو هسیش؟»
- «آره عمو جان» آقای بهمنیار بلافاصله گفت. معلوم بود قصه حسابی او را گرفته بود چون حتم داشتم از مدرسهٔ سعادت چیزی نمی‌دانست اما عجله داشت بقیه ماجرا را بشنود
- «آقیی که شما باشین، …» در این موقع عامو آهی کشید
- «… بعد رفتیم آخرِی مدرسهٔ سعادت دس راسمون خاکسون بید». نمی‌دانم که بود گفت
- «خاکسون عامو؟». معلوم بود به جز عامو کسی ترکیب قدیمی شهر را یادش نمی‌آمد. سنمان اقتضا نمی‌کرد.
- «ها جون. خاکسون. هم مسلمونا و هم یهودیایِ اونجا خاک میکردن. حالا همونجایه سینما بهمن درس کردن»
```

## درگذشت دریابیگی درخرمشهر
ناخدا عباس دریانورد در مورد احمد خان دریابیگی و درگذشت او چنین می‌نویسد: «نامبرده کسی نبود که به میهن مقدس خود خیانت نماید، مرحوم دریابیگی چنانچه یکنفر خیانتکار بود روزگار غدار در اواخر عمر او را به خوزستان نمی‌کشانید که بدبختانه با هزینه ناقابل «کفن و د فن» مرحوم شیخ خزعل خان به زیر خاک‌های خوزستان مدفون گردد… و اما جای بسی تأسف است که پس از این همه خدمات صادقانه و صدمات روحی که اغلب خود نگارنده در ناو دولتی پرسپولیس ناظر اعمال نامبرده بوده‌ام سزا و سزاوار نبود که دولت وقت این معامله را با مرحوم احمد خان دریابیگی و بازماندگان آن مرحوم بنمایند.»[۱۶]

## بازماندگان دریابیگی

### پسران
رستم خان: کارمند گمرکات (تولد… درگذشت…)
جمشید خان: سرهنگ پیاده‌نظام (تولد… درگذشت…)
موسی خان: رئیس اداره شهربانی شیراز- (تولد… درگذشت…)

### دختران
امیر بانو (تولد… درگذشت…)
منیژه خانم (تولد… درگذشت…)
ملیحه خانم: کارمند شرکت نفت آبادان (تولد… درگذشت…)

## ثروت دریابیگی

### ادعاهای مبنی بر ثروت هنگفت دریابیگی و روش‌های وی در بدست آوردن آن ثروت
نادره جلالی بدون ارجاع به منبع خود می‌نویسد: «دریابیگی همچنین با عزل و نصب حکام و گرفتن مبالغ هنگفت از آنها، سود سرشاری به دست می‌آورد. او به بهانه سرکوبی اشرار به مال و جان مردم تعرض می‌کرد و مبالغی از خان یاغی می‌گرفت و او را فراری می‌داد و خان به ظاهر مطیع را بر جان رعیت مسلط می‌کرد و پیشکش و تعارف می‌گرفت. از همه مهم‌تر به دولت مرکزی وانمود می‌کرد که برای برقراری آرامش و امنیت در منطقه هزینه زیادی متحمل شده‌است و بدین ترتیب پول‌های فراوانی از دولت مطالبه می‌کرد. این درحالی بود که اشرار منطقه به شرارت خود ادامه می‌دادند و حسابهای دریابیگی در وزارت مالیه افزایش می‌یافت.»
در مدارک دولت انگلیس در مورد ثروت دریابیگی پس از عزل از حکمرانی توسط محمد علیشاه چنین آمده‌است: دریابیگی در ۳۰ ژانویه با شناور پستی کندرو بوشهر را به مقصد تهران-از طریق بغداد و کرمانشاه- ترک کرد. عالیجناب در شب قبل از عزیمت خود به بالیوزگری آمد تا با بالیوز و کارمندان بالیوزگری-که همواره روابطش با آن‌ها دوستانه بوده- خداحافظی کند. در این دیدار دریابیگی گفت به او پیشنهاد شده که در صورت تمایل به پرداخت ۱۵۰۰۰ تومان به رسم پیش کش می‌تواند یک سال دیگر در سمت خود باقی بماند، زیرا سعیدالسلطنه پیشنهاد پرداخت ۱۴۰۰۰ تومان کرده‌است، اما چون او این مبلغ را نداشت، لذا پیشنهاد فوق را نتوانست قبول کند. … عالیجناب دریابیگی قبل از عزیمت با شتاب اسباب و اثاثیه منزل خود را به آقای تیکران ملکم به مبلغ ۶۷۰۰ تومان فروخت.

### نامه دریابیگی به دولت در مورد مجبور شدن به تعمیر خانه سید مرتضی اهرمی در حالیکه خانه خودش در گرو می‌باشد[۷۵]
اداره تلگرافی دولت علیه ایران، از بوشهر به تهران، نمره ۵ دولتی به تاریخ ۱۳ سرطان (۲۷ جمادی‌الثانی) آیت ئیل سنه ۱۳۲۸
مقام منیع آقای وزیر داخله حکم مطاع
درباب تعمیر خانه سید مرتضی زیارت شد… لکن خدا شاهد است که خانه جمعی را خراب کرده… باید چاکر تقصیری کرده هم که یک قران برسد در هنگامی که خانه خودم بیع شرط نزد… فارس باشد و بی‌خانمان مانده‌ام باید خانه سید را تعمیر کنم در عالم چاکری هرگز راضی به تکدر خاطر مبارک نخواهد شد. به زودی تعمیر خانه را هم تمام خواهم نمود.
چاکر احمد (دریابیگی)
۴۰۱ ط ۲ ب آ ۱–۲۹۳۰۰۰۴۷۶

### ثروت دریابیگی در زمان درگذشت وی در خرمشهر
ناخدا عباس دریانورد می‌نویسد: «... مرحوم دریابیگی چنانچه یکنفر خیانتکار بود روزگار غدار در اواخر عمر او را به خوزستان نمی‌کشانید که بدبختانه با هزینه ناقابل «کفن و د فن» مرحوم شیخ خزعل خان به زیر خاک‌های خوزستان مدفون گردد…»

### ملاکان، زمینداران، تاجران، سرمایه داران و قاصبان عصر قاجار
نام احمد خان دریابیگی در هیچ‌کدام از مدارک منتشر شده (توسط احمد شهبازی و دیگران) و قابل دسترس در مورد ملاکان، زمینداران، تاجران، سرمایه داران و قاصبان عصر قاجار یافت نشد.

## خاندان دریابیگی در حال حاضر
خاندان دریابیگی در سه شهر تهران، اراک و ملایر ساکن هستند.